# Projekt 596
| Název | Projekt 596                             |
| ----- | --------------------------------------- |
| Místo | ČLR, provincie Sin-ťiang, jezero Lobnor |
| Čas   | 7:00 GTM, 16. října 1964                |
| Síla  | 22 kilotun                              |

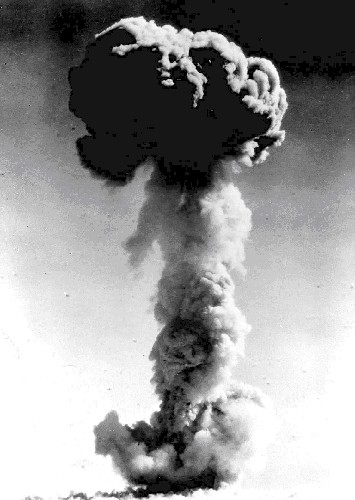
Výbuch první atomové bomby ČLR nad jezerem Lobnor

Projekt 596 byl první experimentální výbuch atomové bomby sestrojené v Čínské lidové republice. Snaha o sestrojení atomové bomby vyvrcholila 16. října 1964 nad územím bezodtokého jezera Lobnor, ve východní části Tarimské propadliny v autonomní oblasti Sin-ťiang v severozápadní Číně. Bomba byla naplněna uranem 235 a síla výbuchu dosáhla 22 kilotun, což je srovnatelné se silou atomové bomby „Fat Man“ svržené Američany na japonské Nagasaki v roce 1945. Sestrojením atomové bomby se Čína stala pátou atomovou mocností světa. Byl to první ze 45 úspěšných jaderných pokusů, které Čína provedla v letech 1964 až 1996.

## Motivace k vývoji bomby
Čínský atomový program byl zahájen v roce 1955 na popud Mao Ce-tunga, především v reakci na konfrontace s USA – korejskou válku (1950-1953) a první tchajwanskou krizi (1954 – 1955). Z počátku byl výzkum podporován SSSR, sovětští vědci dodali plány i technické postupy, v roce 1957 obě země podepsaly dohodu o sdílení obranných technologií. V čele čínských vědců stál Teng Ťia-sien, který se po absolvování doktorátu z fyziky v USA vrátil do ČLR, aby přispěl k jejímu dalšímu vědeckému rozvoji. Přezdívá se mu také „otec dvou bomb“ (zjednodušená čínština: 两弹元勋, pinyin: Liǎng dàn yuánxūn). Jeho zásluhou byla sestrojena první atomová i vodíková bomba ČLR. V roce 1958 založila ČLR na břehu jezera Kukunor (Qinghai, zjednodušená čínština: 青海, pinyin: qīnghǎi hú,) institut Jüan-ce čcheng (zjednodušená čínětina: 原子城,  pinyin: yuánzǐ chéng)  „Atomové město“ také nazývaný Továrna 221 (zjednodušená čínština: 221厂, pinyin: èrèryī chǎng), kde byly prováděny testy vedoucí ke vzniku první čínské atomové bomby.

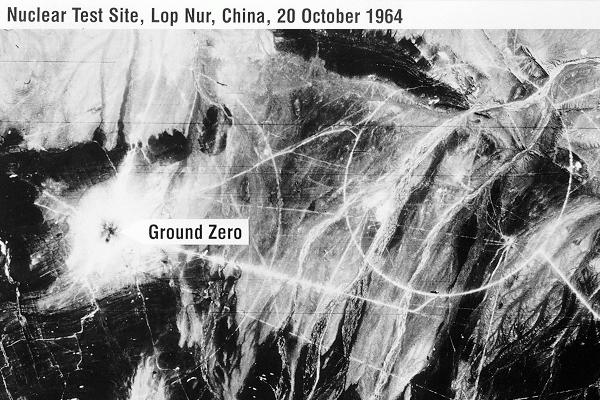
Satelitní snímek místa výbuchu projektu 596 nad jezerem Lobnor 4 dny po svržení bomby
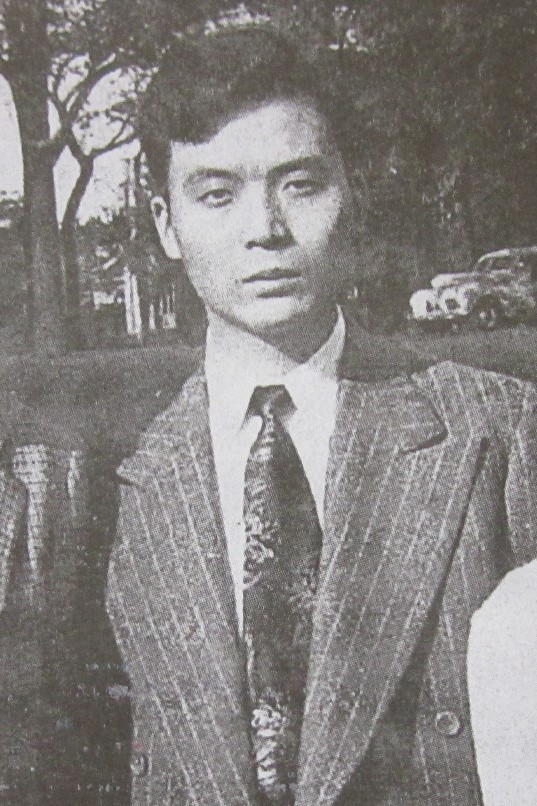
Teng Ťia-sien v roce 1949

## Zahraniční politika Číny během vývoje atomové bomby
20. června 1959 tehdejší předseda vlády SSSR, Nikita Sergejevič Chruščov, odmítl nadále podporovat atomový program ČLR. Toto datum (59-6) se stalo označením pro celý Projekt 596. Důvodem ochlazení čínsko-sovětských vztahů mezi lety 1958 – 1959 byla především výzva ČLR, která vyzvala všechny své sousední země k jednání o podpisu nových hraničních smluv. Všechny státy s tímto návrhem souhlasily, kromě Indie a SSSR. Stanovisko Indie podpořily jak SSSR, tak USA, protože obě mocnosti měly na jejím území své zájmy. USA monitorovaly z indického území čínskou raketovou základnu Lobnor a podporovaly Tibetskou dobrovolnickou armádu a SSSR měl v Indii spojence proti Pákistánu. Konflikt s Indií vyústil v roce 1962 v ozbrojené střetnutí, během kterého čínská armáda zatlačila indická vojska hluboko do indického území. Motivací pro tento útok nebylo získání území, ale výzva Indii a SSSR. Čína podnikla tento krok v době, kdy vrcholila Karibská krize a krize kolem Západního Berlína. Rozhodnutí SSSR umístit na Kubu nosiče jaderných zbraní a následně je stáhnout zpět hodnotila Čína jako bezzásadovost jednání. Proto i její demonstrativní vstup na indické území bylo poselství o vztahu ČLR k těmto světovým událostem.